# Albin Johann Baptist von Meddlhammer
Albin Johann Baptist von Meddlhammer, írói álneve August Ellrich (1777–1838) német író.
Hazánkban több ízben megfordult, sőt itt tartózkodott is, mert a magyarországi viszonyokat ismerte és színészetünket figyelemmel kísérte. Művei:
- Die Ungarn wie sie sind. Berlin, 1831 (második kiadás 1833)
- Genrebilder aus Oestreich und den verwandten Ländern, 1833
- Humoristiche und historische Skizzen aus den Jahren der Revolution-Kriege, Meissen, 1835